# Березовский, Павел Викторович
Павел Викторович Березовский (род. 17 марта 1956, Шимановск, Амурская область) — экс-глава администрации г. Благовещенск.

## Биография
Работал помощником машиниста в локомотивном депо станции Шимановская. Служил в Советской Армии, затем работал слесарем, старшим мастером на Шимановском заводе по ремонту дорожно-строительных машин.
В 1985 г. окончил Хабаровский политехнический институт.
С марта 1987 по июль 2007 года возглавлял ЗАО «Шимановский машиностроительный завод „Кранспецбурмаш“». С 1999 г. входил в состав консультативного совета при Главе Администрации Амурской области по вопросам транспорта, промышленности и связи.
С 24 июля 2007 года — первый заместитель мэра, с 7 декабря 2007 по 2 июня 2011 г. — мэр города Шимановска. Входил в состав Центрального совета Общероссийской общественной организации «Союз машиностроителей России».
С 6 июня 2011 г. назначен первым заместителем главы администрации города Благовещенска, с 7 июня того же года исполнял обязанности главы администрации города. С 29 сентября 2011 по 20 февраля 2014 год — глава администрации Благовещенска.
Избирался депутатом Амурского областного Совета народных депутатов IV созыва в составе избирательного блока «Мы — За развитие Амурской области».
Член партии «Единая Россия».
Председатель «Союза машиностроителей Амурской области».
С 24 февраля 2014 года является советником губернатора Амурской области. Павел Викторович курирует вопросы по развитию сотрудничества региона с Белоруссией, и Украиной

## Семья
Женат, имеет сына и дочь.

## Награды
- Медаль «За строительство Байкало-Амурской магистрали» (1987)
- орден Почёта (1990)
- Заслуженный машиностроитель Российской Федерации (1997)
- Почётные грамоты Администрации и областного Совета народных депутатов Амурской области (2006).